# I. Tefnaht
Tefnaht, görögösen Tephnakhthosz, uralkodói nevén Sepszeszré (? – Kr. e. 725) ókori egyiptomi fáraó Kr. e. 732-től haláláig.
Tefnaht kezdetben Szaisz város fejedelme volt. Kr. e. 730 táján megkísérelte kiterjeszteni hatalmát a déli területekre is. Rajta kívül ekkor még legalább négy király uralkodott Egyiptom különböző részein. Különböző városok uralkodói csatlakoztak hozzá, ekkor azonban délről nagyarányú, núbiai támadás indult meg Pianhi király vezetésével. Pianhi felirata szerint a részekre szakadozott Egyiptom nem tudott érdemleges ellenállást kifejteni, ezért Memphisz eleste után Tefnaht kénytelen volt békét kérni. Pianhi megelégedett a meghódolással és az ajándékokkal és hamarosan visszavonult országába.

## Név, titulatúra
A fáraók titulatúrájának magyarázatát és történetét lásd az Ötelemű titulatúra szócikkben.
| M23 | L2 |

| M23 | L2 |

| N5 | A51 | s | s |

| N5 | A51 | s | s |

| N5 | A51 | s | s |

| N5 | A51 | s | s |

| N5 | A51 | s | s |

| N5 | A51 | s | s |

| N5 | A51 | s | s |

| N5 | A51 | s | s |

| M23 | L2 |

| M23 | L2 |

| N5 | A51 | s | s |

| N5 | A51 | s | s |

| N5 | A51 | s | s |

| N5 | A51 | s | s |

| N5 | A51 | s | s |

| N5 | A51 | s | s |

| N5 | A51 | s | s |

| N5 | A51 | s | s |

| G39 | N5 | \| \| |
|     |    |       |

|  |

| G39 | N5 | \| \| |
|     |    |       |

|  |

| t | G1 | f · n | M3 · Aa1 · t |

| t | G1 | f · n | M3 · Aa1 · t |

| t | G1 | f · n | M3 · Aa1 · t |

| t | G1 | f · n | M3 · Aa1 · t |

| t | G1 | f · n | M3 · Aa1 · t |

| t | G1 | f · n | M3 · Aa1 · t |

| t | G1 | f · n | M3 · Aa1 · t |

| t | G1 | f · n | M3 · Aa1 · t |

| G39 | N5 | \| \| |
|     |    |       |

|  |

| G39 | N5 | \| \| |
|     |    |       |

|  |

| t | G1 | f · n | M3 · Aa1 · t |

| t | G1 | f · n | M3 · Aa1 · t |

| t | G1 | f · n | M3 · Aa1 · t |

| t | G1 | f · n | M3 · Aa1 · t |

| t | G1 | f · n | M3 · Aa1 · t |

| t | G1 | f · n | M3 · Aa1 · t |

| t | G1 | f · n | M3 · Aa1 · t |

| t | G1 | f · n | M3 · Aa1 · t |